# Union pour le socialisme et la démocratie
L'Union pour le socialisme et la démocratie (USD) est un ancien parti politique sénégalais, dont le leader était Mahmoud Saleh.

## Histoire
Le parti a été officiellement reconnu le 7 juillet 1982.
En 1998 il a fusionné avec l'Union pour le renouveau démocratique (URD).

## Orientation
C'était un parti de gauche, explicitement marxiste.
Au moment de sa création, l'USD s'est constituée en section de la Quatrième Internationale et a revendiqué tous les acquis théoriques du marxisme. Son objectif déclaré était « l’instauration du communisme fondé sur la collectivisation des moyens de production et d’échanges sur la démocratie la plus large ».

## Symboles
Sa couleur était le rouge.

## Organisation
Son siège se trouvait à Dakar.